# Austrolimnophila plumbeipleura
Austrolimnophila plumbeipleura är en tvåvingeart som beskrevs av Alexander 1949. Austrolimnophila plumbeipleura ingår i släktet Austrolimnophila och familjen småharkrankar.
Artens utbredningsområde är Moçambique. Inga underarter finns listade i Catalogue of Life.